# دروس من الحافة: مذكرات
دروس من الحافة: مذكرات هي مذكرات كتبها ماري يوفانوفيتش [الإنجليزية] سفيرة الولايات المتحدة السابقة لدى أوكرانيا وشاهدة في أول محاكمة لعزل ترامب. نشر الكتاب عن Mariner Books [الإنجليزية] في مارس 2022. أدرج هذا الكتاب لأول مرة في المرتبة الثانية في قائمة الكتب الأكثر مبيعًا للكتب الواقعية في نيويورك تايمز. انتقل لاحقًا إلى المرتبة الثالثة والثامنة.